# Mouthier-en-Bresse
Mouthier-en-Bresse település Franciaországban, Saône-et-Loire megyében. Lakosainak száma 428 fő (2022. január 1.). Mouthier-en-Bresse Petit-Noir, Bellevesvre, Chapelle-Voland, Les Essards-Taignevaux, Les Hays, Neublans-Abergement, Rye, Authumes, Beauvernois és Torpes községekkel határos.

## Népesség
A település népességének változása:
| Lakosok száma | 433  | 431  | 442  | 426  | 424  | 418  | 411  | 406  | 428  |
|               | 2013 | 2015 | 2016 | 2017 | 2018 | 2019 | 2020 | 2021 | 2022 |